# Luzifer (2021)
Luzifer (Arbeitstitel Die gespaltene Zunge) ist ein österreichischer Spielfilm von Peter Brunner aus dem Jahr 2021 mit Franz Rogowski und Susanne Jensen.

## Handlung
Johannes ist ein erwachsener Mann mit dem Verstand eines Kindes, der mit seiner strenggläubigen Mutter Maria und einem Adler in einer abgeschiedenen Almhütte lebt. Der Alltag in deren kleiner, abgeschotteter Welt wird von Ritualen und Gebeten bestimmt.
Nachdem eines Tages ihr gepachteter Grund touristisch erschlossen werden soll, beginnt eine Kette von unheilvollen Ereignissen ihren Lauf zu nehmen. Unklar ist für Johannes, wer hinter diesen steckt. Ist es die Mutter, der Erbe oder gar der Teufel? Ein Exorzismus, der den Glauben von Johannes auf die Probe stellt, soll Antwort geben.

## Produktion und Hintergrund
Die Dreharbeiten fanden an 35 Drehtagen im September und Oktober 2019 in Tirol und Südtirol statt. Gedreht wurde unter anderem am Höllenstein in Tux im Zillertal.
Unterstützt wurde die Produktion vom Österreichischen Filminstitut, vom Filmfonds Wien, von Filmstandort Austria (FISA), von IDM Südtirol sowie der Cine Tirol Film Commission. Beteiligt war der Österreichische Rundfunk. Produziert wurde der Film von der österreichischen Ulrich Seidl Filmproduktion.
Die Kamera führte Peter Flinckenberg. Für Ton und Sound Design zeichneten Klaus Kellermann und Manuel Grandpierre verantwortlich, für das Kostümbild Brigitta Fink und für das Szenenbild Michael Fissneider.
Die Handlung wurde von einer wahren Geschichte einer Teufelsaustreibung inspiriert. Ein erster Trailer wurde im Juli 2021 veröffentlicht.

## Veröffentlichung
Premiere war am 11. August 2021 beim Locarno Film Festival, zu dem der Film in den Wettbewerb eingeladen wurde.
Im Rahmen der Fantasy Filmfest Nights wurde der Film im Frühjahr 2022 (zwischen dem 31. März 2022 und dem 10. April 2022) in den Festivalstädten Berlin, München, Hamburg, Stuttgart, Frankfurt am Main, Köln und Nürnberg aufgeführt.
Am 8. und 10. April 2022 wurde der Film auf der Diagonale in Graz gezeigt.
Der österreichische Kinostart war am 22. April 2022, in Deutschland kam der Film am 28. April 2022 in die Kinos. Auf Amazon Prime Video hatte Luzifer Heimkinopremiere. Bei Hoanzl erschien der Film als DVD in der Reihe Der österreichische Film. Die Veröffentlichung auf Blu-ray Disc durch Indeedfilm erfolgte am 27. Oktober 2023.

## Rezeption
Teresa Vena vergab auf Filmstarts.de 2,5 von 5 Sternen und urteilte, dass der Gesamteindruck überzeugender ausgefallen wäre, wenn Peter Brunner das Drehbuch der Mischung aus Ökothriller, Familiendrama und Religionswahnstudie nicht so überfrachtet hätte. Im Gedächtnis bliebe so vor allem die eindringliche Leistung von Susanne Jensen und Franz Rogowski.
Rouven Linnar bewertete den Film auf film-rezensionen.de mit acht von zehn Punkten und meinte, dass Regisseur Peter Brunner auf starke Bilder und das Zusammenspiel seiner Darsteller setze und sah Parallelen zu Hagazussa – Der Hexenfluch von Lukas Feigenfeld. In Kombination mit den Bildern gehe von Luzifer eine unbestimmbare Stimmung zwischen Mystik und Apokalypse aus, als Zuschauer bekäme man ein beklemmendes Gefühl durch die geografisch und emotionale Hermetik des Films.
Martin Gobbin befand auf critic.de, dass der Film visuell in den Höhen des Kunstkinos spiele und sich inhaltlich in das von Ulrich Seidl und Veronika Franz produzierte Werk sowohl in die Tradition des düster-verstörenden Kinos aus Österreich als auch in die aktuelle Prestige-Horror-Welle einreihe. Zur atmosphärischen Dichte trage ganz entscheidend auch der Cast bei.
Alexandra Seibel schrieb in der österreichischen Tageszeitung Kurier, dass Brunner Zivilisationsflucht, Zivilisationskritik und religiösen Wahn eindrucksvoll zu einem rauschhaften Zustand jenseits der stereotypen Zuschreibungen von Tradition und Moderne verdichte.

## Auszeichnungen
Locarno Film Festival 2021
- Auszeichnung mit dem Spezialpreis Boccalino d'Oro für die beste Regie (Peter Brunner)[25][26]

Fantastic Fest 2021 (Austin, Texas)
- Auszeichnung – Best Actor für Franz Rogowski für Luzifer und Freaks Out.[27]

Sitges Filmfestival International de Cinema Fantàstic 2021
- Nominierung – Best Film für Peter Brunner[28]
- Auszeichnung Best Actor für Franz Rogowski[29]
- Auszeichnung – Best Actress für Susanne Jensen[30]
- Nominierung – Best Cinematography für Peter Flinckenberg
- Nominierung – Best Director für Peter Brunner
- Nominierung – Best Original Music für Tim Hecker

Pendance Film Festival 2022 (Toronto, Kanada)
- Auszeichnung – Best Feature Film[31][32]

Diagonale 2022
- Auszeichnung mit dem Diagonale-Preis für das beste Sounddesign Spielfilm (Manuel Grandpierre)[33]

Österreichischer Filmpreis 2023
- Nominierung – Beste Tongestaltung OT: Klaus Kellermann, SD: Manuel Grandpierre, MI: Manuel Grandpierre[34][35]